# Drăghiceni
Drăghiceni est une commune roumaine située dans le județ d'Olt.